# 체퍼니크역
체퍼니크 바이 베르나우역(Bahnhof Zepernick (b Bernau))은 브란덴부르크주 바르님군 팡케탈에 위치한 철도역이다.
섬식 승강장의 길이는 170 m이며 일부에만 지붕이 설치되어 있다. 승강장 남쪽에 대합실이 있으며 엘리베이터로 지상과 연결된다. 대합실 건물은 2009년에 팡케탈 지자체에서 매입했으나 활용 방안을 정하지는 못했다. 브란덴부르크주의 건축유산으로 지정되어 있다.

## 역사
프로이센 국영철도에서는 1881년 9월 1일에 체퍼니크에 정차역을 설치했으며, 1910년에는 체퍼니크(니더바르님군)(Zepernick (Kr Niederbarnim))역으로 개칭되었다. 1911년부터 슈체친선의 복복선화 공사가 시작되면서 선로 높이가 올라갔다. 건설 이후 체퍼니크역은 베를린 슈테틴역-베르나우역 구간을 운행했던 근교선 열차 전용역이 되었다. 이 과정에서 가공전차선 방식의 교류 전철화가 고려되었으나, 1922년에 제3궤조 방식 직류 전철화로 변경되었다. 대공황에 따른 인플레이션으로 공사가 지연되어 1924년 중반에야 완공되었다. 1924년 8월 8일부터 슈테틴역-베르나우역 구간에 전동차가 운행하기 시작했고, 1930년 12월 1일부터 S반이라는 명칭이 사용되었다.
제2차 세계 대전 중인 1945년 4월에 영업이 중단되었고, 6월 21일부터 증기 기관차 견인 열차로 운행이 재개되었다. 전동차 운행은 8월 13일에 재개되었다. 슈체친선의 복선 선로가 전쟁배상으로 소련에 징발되었으나, 이 역의 근교선 선로는 교행을 목적으로 복선이 유지되었다.
1952년에 니더바르님군이 폐지되면서 1953년 5월 17일에 현재의 역명으로 개칭되었다. 1969년 8월 9일부터는 체퍼니크역에서의 교행이 중단되었고 분기기가 철거되었다. 독일국영철도에서는 오전 출퇴근시간대에 베르나우-베를린간 10분 배차 간격을 맞추기 위해서 베르나우역에서 출발하여 체퍼니크역과 뢴트겐탈역을 무정차 통과하여 부흐역으로 운행하는 열차를 투입했다. 이 시기에 S반 운행은 남쪽 선로로 진행되었다가, 1974년부터 북쪽 선로로 변경되었다. 1985년 3월 18일에 복선 선로 운행이 재개되었고, 그 해 중에는 행선 안내기가 설치되었다. 1986년 6월 1일부터는 열차 교행이 재개되었다.
2010년 10월 29일에 독일 연방정부의 예산 지원으로 장애인 접근성 보장용 엘리베이터가 운영을 시작했다.

## 인접 정차역
바르님군 버스 867, 868, 891, 900, 901번으로 환승할 수 있다.
| 베를린 S반                                    | 베를린 S반 | 베를린 S반               |
| --------------------------------------------- | ---------- | ------------------------ |
| 베르나우 프리덴스탈 베르나우 바이 베를린 방면 | S2         | 뢴트겐탈 블랑켄펠데 방면 |